# Боня Вікторія Анатоліївна
Вікторія Анатоліївна Боня (нар. 27 листопада 1979, Краснокаменськ, Читинська область) — російська теле- і радіоведуча, актриса, модель. Колишня учасниця реаліті-шоу «Дом-2» на телеканалі ТНТ.

## Біографія
Народилася 27 листопада 1979 року в місті Краснокаменську Читинської області.
У віці 16 років приїхала в Москву. Кар'єру починала в «Лото Бінго» на Кольоровому бульварі, працювала офіціанткою, секретарем в компанії з виробництва пластикових вікон. У 2001 році представляла Росію на конкурсі краси «Міс Земля».
З 9 травня 2006 року Вікторія Боня була учасницею реаліті-шоу «Дом-2», яке покинула 12 квітня 2007 року. Після «Дому-2» стала вести передачу на «Сімейному радіо». У травні 2007 року увійшла в список «50 найкрасивіших людей Москви» журналу «TimeOut Москва».
З 29 вересня 2007 року стала телеведучою програми «Cosmopolitan. Відеоверсія» (ТНТ). У вересні 2007 року знялася у фотосесії для російської версії журналу «Penthouse», в грудні з'явилася на обкладинці журналу «Maxim» .
У березні 2008 року була обличчям показу дефіле «Російські матрьошки йдуть» російського модельєра Антоніни Шаповалової на «Тижні моди» в Москві . У червні стала героїнею фотопроєкту автомобільної компанії «Goodyear».
У 2007 році знялася у фільмі «Вся принадність любові» режисера Максима Воронкова разом з Оленою Проклової, Еля Чавес і Михайлом Владіміровим.
У 2008 році знялася в кліпі Тіматі на композицію «Не сходи с ума». У 2009 році знялася в кліпі Діми Білана «Lady».
У 2010 році дебютувала у фільмі «А мама краще!», Знялася в кліпі GeKa p на композицію «Ти така», в ролі Поліни брала участь в зйомках телесеріалу "Універ ".
У кінці 2010 року програма «Cosmopolitan. Відеоверсія» закрилася, і Боня стала ведучою програми «Love-машина» на MTV.
У 2011 році знялася в кліпі МакSим на пісню «Як літати», у 2013 році — у кліпі Міті Фоміна «Я повертаюся додому».
У 2013 була ведучою проєкту «Канікули в Мексиці-2».
У 2014 році знялася в кліпі співака Єгора Kreeda на пісню «Чи треба».
Навесні 2015 взяла участь у виїзній сесії фітнес-проєкту Анни Фіногеновой Season Fitness Training в Іспанії.
У 2016 році була учасницею проєкту «Без страховки» на «Першому каналі».

### Особисте життя
Перебувала в незареєстрованому шлюбі з сином ірландського мільйонера Олександром Міхаелем Смерфіта, з яким вона познайомилася в Москві в 2010 році. Дочка Анджеліна Летиція Смерфіт народилася 17 березня 2012 року. У 2017 році розлучилася зі Смерфітом.

## Фільмографія
- 2008 — Моя улюблена відьма — Анжела (в епізоді «Домработница за викликом»)
- Рік випуску 2008 — Жінки (озвучування, російськомовний дубляж)
- 2010 — А мама краще! (Вся принадність любові) — Ліза
- 2010 — Універ — Поліна Романова (Оксана Зозуля) (в шістнадцяти епізодах)
- 2010 — Театр містера Фейса — Еммі
- 2011 — Великі надії (в одному епізоді)
- 2011 — Всім скорботним радість (в одному епізоді)
- 2011 — Золоті — дівчина Влада Топалова
- 2012 — Мексиканський вояж Степанича — наложниця Ромеро Санчеса
- 2013 — Студія 17 — камео